# Bolinder-Munktell
Das Unternehmen AB Bolinder-Munktell (kurz BM) war ein schwedischer Traktoren- und Baumaschinenhersteller mit Sitz in Eskilstuna. Es ging 1932 aus dem Zusammenschluss von Bolinders Mekaniska Verkstad und Munktells Mekaniska Verkstad hervor und kam 1950 zum Volvo-Konzern. Darin bestand Bolinder-Munktell weiter bis zur Umwandlung in die Volvo BM AB im Jahre 1973. Dieser Unternehmensteil existierte bis zur Eingliederung in die VME Group (Volvo-Michigan-Euclid) im Jahre 1985.

## Geschichte
Die beiden Maschinenbauunternehmen Bolinder und Munktell schlossen sich 1932 zusammen und konzentrierten sich in den darauffolgenden Jahren auf die Herstellung von Traktoren. Zudem wurden Raupenschlepper und Planierraupen gefertigt. Nach dem Zweiten Weltkrieg versuchte das Unternehmen vom beginnenden Schlepperboom zu profitieren und baute von 1947 bis 1952 unter anderem den leichten Bauernschlepper BM 10 mit Zweizylinder-Glühkopfmotor und 23 PS Leistung. Der Traktor verkaufte sich gut und war nicht nur in Skandinavien, sondern auch in Frankreich beliebt.
1950 gelangte Bolinder-Munktell zum Volvo-Konzern und setzte den Bau von Traktoren mit Glühkopfmotor fort. 1951 wurde zudem mit der Serienproduktion des selbstfahrenden Mähdreschers MST-92 begonnen. Wenige Jahre nach der Übernahme präsentierte das Unternehmen leistungsstarke Traktoren, die mit direkt einspritzenden Volvo-Dieselmotoren mit bis zu sechs Zylindern ausgerüstet waren. So leistete beispielsweise das aus dem Jahr 1959 stammende 4-Zylinder-Modell BM 470 Bison beeindruckende 75 PS. Vergleichbare Schlepper aus Deutschland erreichten zu dieser Zeit eine Leistung von nur rund 60 PS.
Als eine der erfolgreichsten Entwicklungen von Bolinder-Munktell im Traktorenbau gilt die Baureihe vom Typ 350 Boxer. Dieser 56-PS-Schlepper (ab 1963: 60 PS) ist mit einem Dreizylinder-Dieselmotor (3.785 cm²) ausgerüstet und verfügte bereits über einige technische Merkmale, wie zum Beispiel Direkteinspritzung, die im Traktorenbau als richtungsweisend galten. Von dem Schlepper wurde von 1959 bis 1967 rund 27.000 Exemplare gebaut. Der Traktor wurde parallel auch als Volvo T350 angeboten.
Neben der Traktorproduktion widmete sich das Unternehmen nach der Übernahme durch Volvo auch zunehmend der Entwicklung und Herstellung von Baumaschinen unter der Bezeichnung BM-Volvo. So wurde 1954 der Hecklader vom Typ BL  (später als H10 bezeichnet) präsentiert. Dabei handelte es sich im Prinzip um einen einfachen Radlader, der aus einem Traktor BM 35 bestand und mit Hubarmen und einer Schaufel am Heck ausgestattet war. Bis 1961 wurden von diesem Typ rund 2.700 Stück hergestellt. Pionierarbeit leistete Bolinder-Munktell auch bei der Entwicklung knickgelenkter Muldenkipper. Basierend auf dem BM 470 wurde zunächst der DKD-1520 angeboten. Von diesem Knicklenker-Vorläufer fertigte das Unternehmen 300 Stück. Der Erfolg führte zu den Nachfolgemodellen DD-10 (1962) und DD-1524 (1964). 1966 stellte Bolinder-Munktell dann den ersten „echten“ Muldenkipper vom DR 631, auch „Grus-Kalle“ (Deutsch „Kies-Kalle“) genannt, vor. Dieser basierte auf dem BM 350 und konnte bis zu 11 Tonnen Nutzlast transportieren. 1969 kam die schwedische Firma ASJ-Parca zu BM-Volvo, wodurch das Radladerprogramm deutlich erweitert werden konnte.
Zu Beginn der 1970er Jahre gingen die Absatzzahlen bei den Traktoren zurück und gleichzeitig sah die Konzernleitung im Baumaschinensektor große Wachstumschancen. Volvo stellte sich daher bei Bolinder-Munktell stärker in den Vordergrund und überführte Bolinder-Munktell 1973 in die Volvo-BM AB. Ende der 1970er Jahre entschied Volvo schließlich, auf die Herstellung von Landmaschinen vollständig zu verzichten. Um keine Arbeitsplätze abbauen zu müssen, wollte Volvo jedoch weiterhin Komponenten für landwirtschaftliche Maschinen herstellen. Zu diesem Zweck wurde 1979 ein Vertrag mit Valmet unterzeichnet. Die Traktoren wurden unter der Marke Volvo BM Valmet und Volvo Valmet vertrieben.
Zu Beginn der 1980er Jahre expandierte Volvo weiter und erwarb den schwedischen Muldenkipperhersteller Kockums. 1985 vereinigte Volvo die eigene Baumaschinensparte Volvo-BM mit Michigan und Euclid zur VME-Group.

## Modellübersicht (Auswahl)

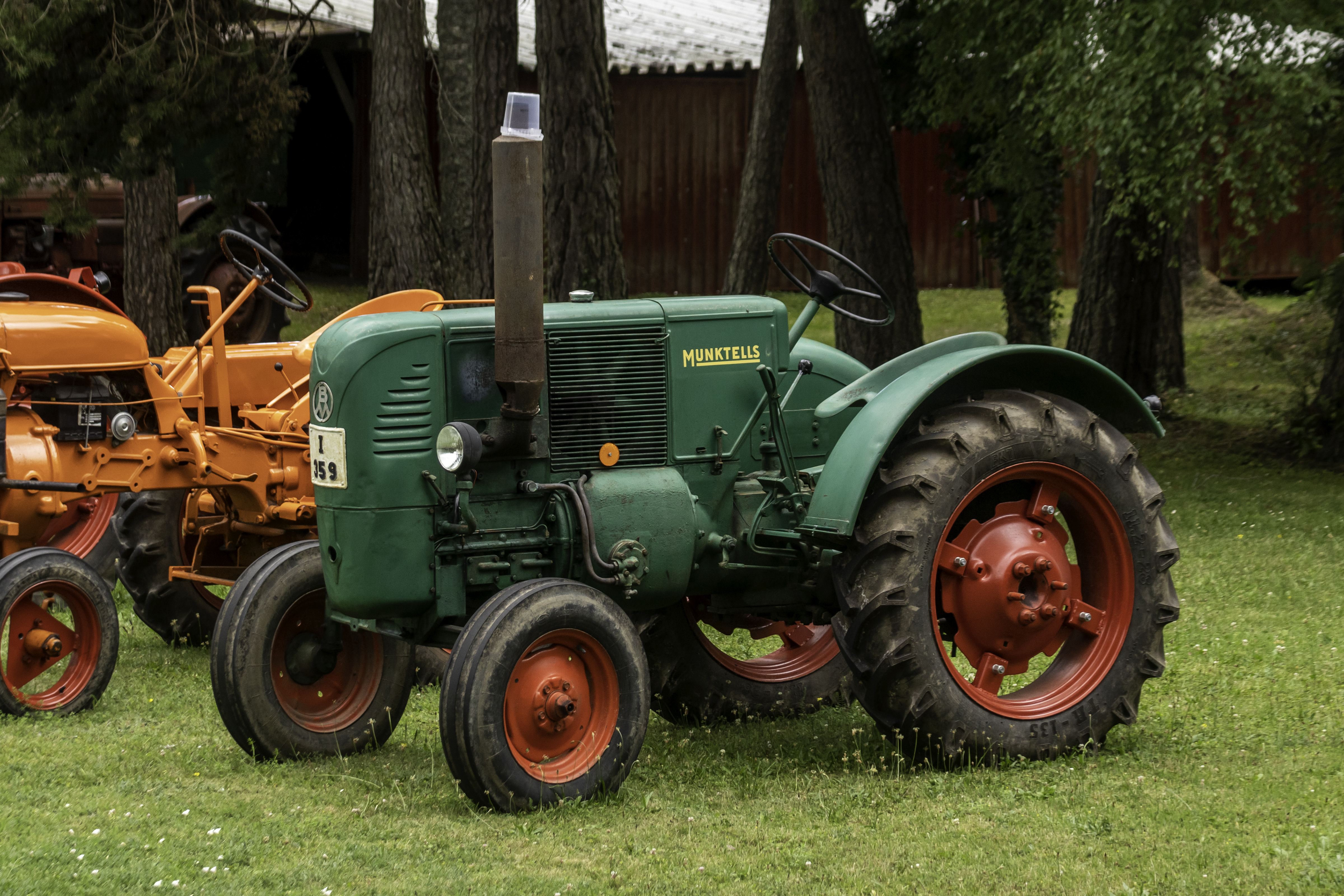
BM 10
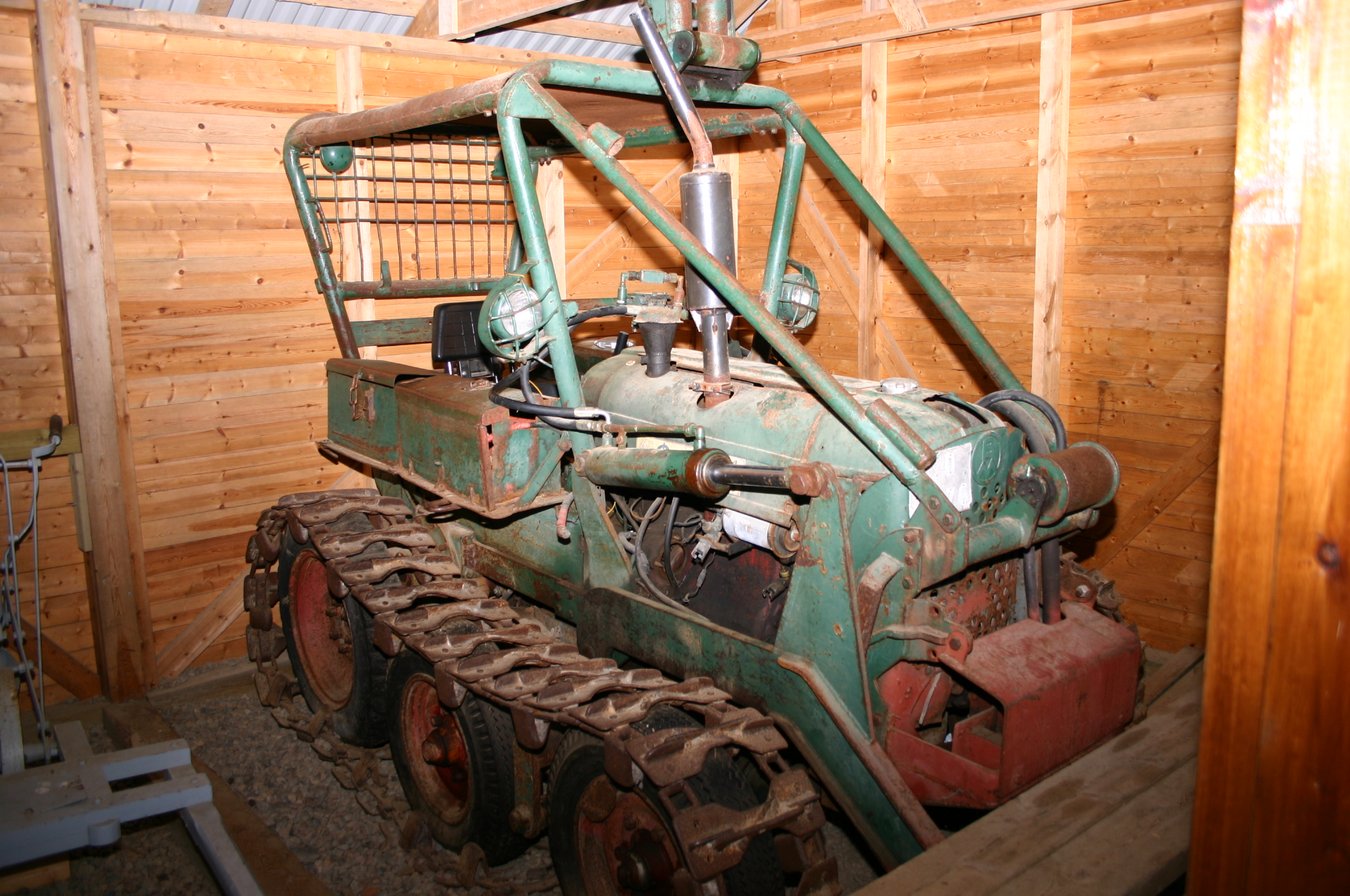
Raupenschlepper
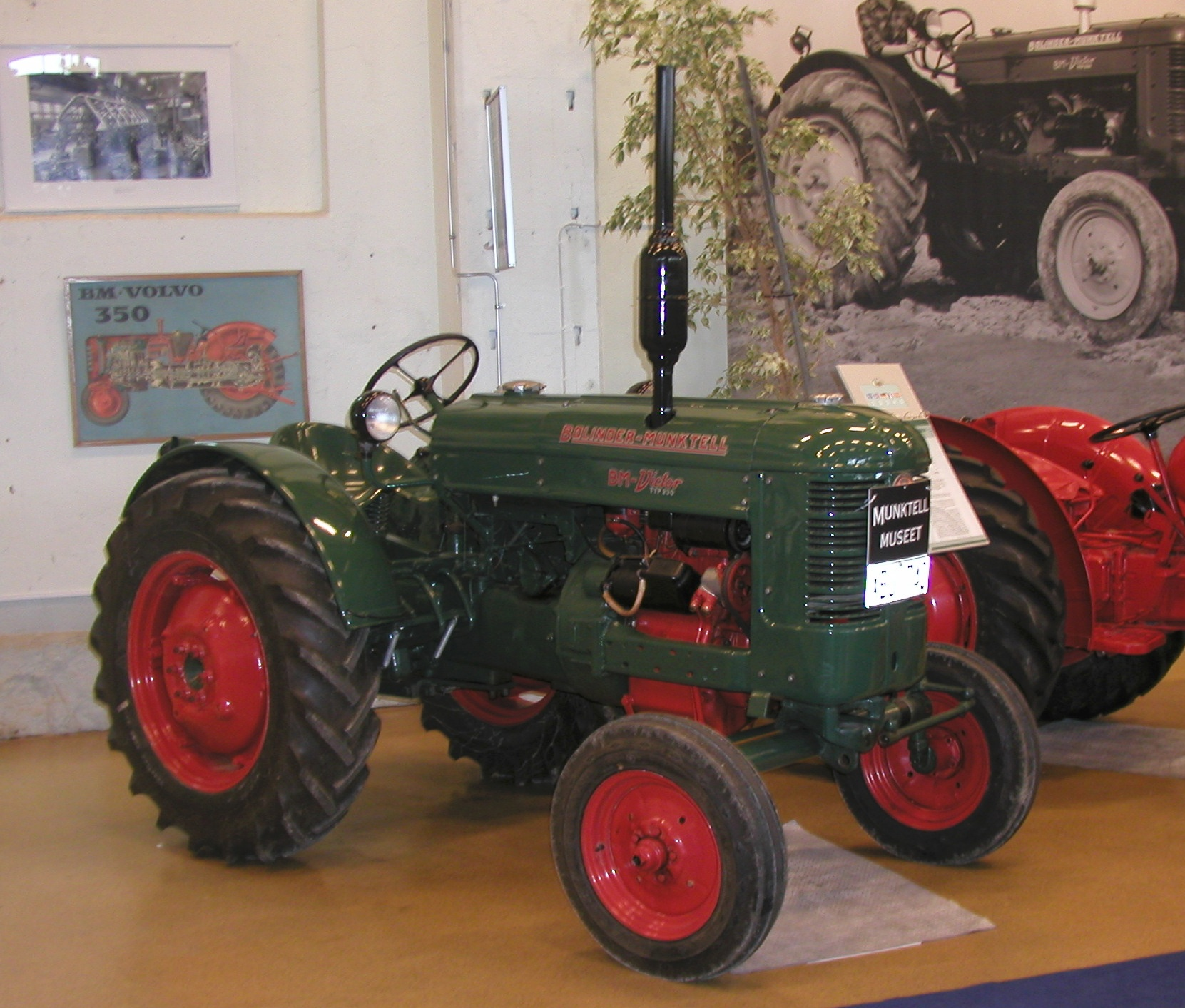
Bolinder-Munktell BM 230/T 230 Victor
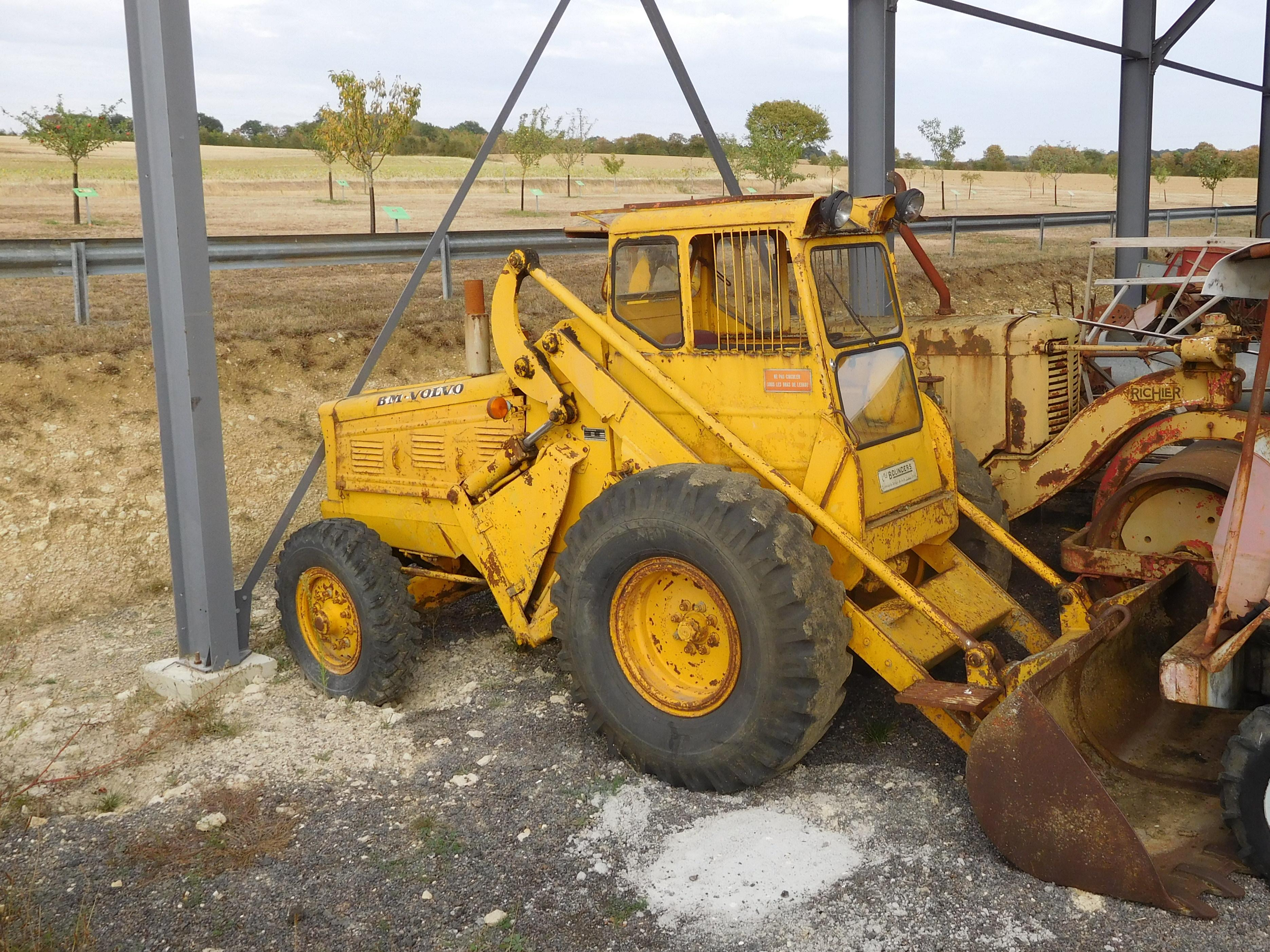
Hecklader LM218
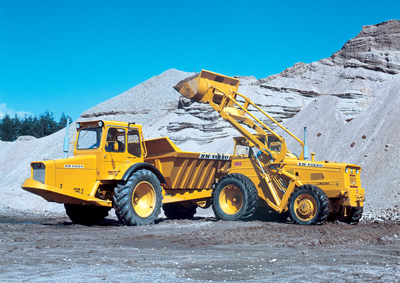
Muldenkipper DR 631 mit Radlader LM 640
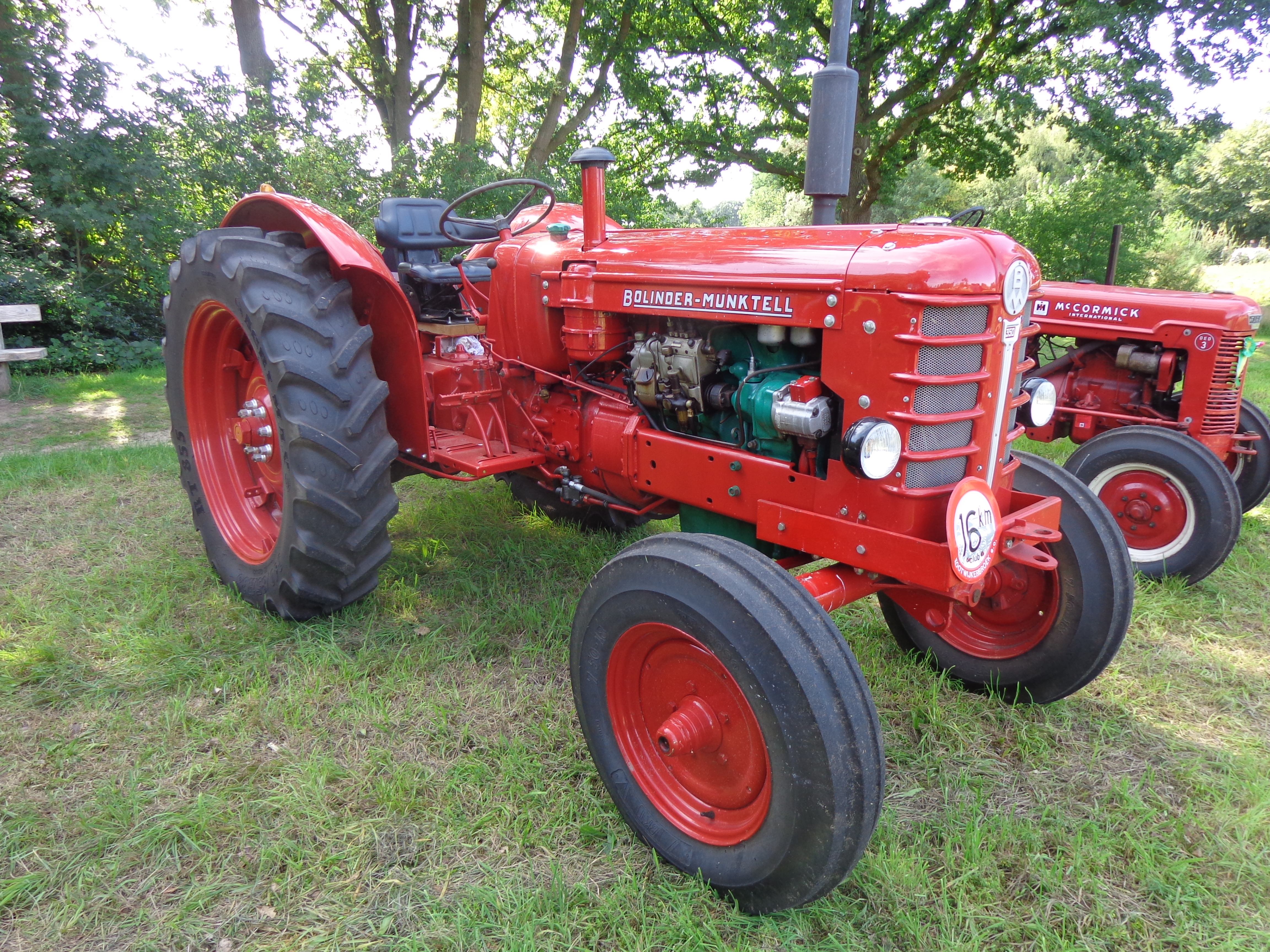
BM 350 Boxer